# Alen Ožbolt (nogometaš)
Alen Ožbolt, slovenski nogometaš, * 24. junij 1996, Novo mesto.
Ožbolt je profesionalni nogometaš, ki igra na položaju napadalca. Od leta 2024 je član grškega kluba Levadiakos. Ped tem je igral za slovenske Domžale, nemška Borussio Dortmund II in TSV Hartberg, bolgarski Lokomotiv Plovdiv, slovaški Slovan Bratislava ter izraelska Hapoel Haifo in Hapoel Tel Aviv. Skupno je v prvi slovenski ligi odigral 40 tekem in dosegel sedem golov. Z Domžalami je osvojil slovenski pokal leta 2017, z Lokomotivom Plovdiv bolgarski pokal leta 2019, s Slovanom Bratislava pa naslov slovaškega državnega prvaka v sezonah 2019/20 in 2020/21 ter slovaški pokal v letih 2020 in 2021. Bil je tudi član slovenske reprezentance do 16, 17, 19 in 21 let.